# The Doctor (Gemälde)
The Doctor (deutsch: Der Arzt) ist ein Gemälde des englischen Malers Luke Fildes von 1887, das 1891 in der Tate Britain in London erstmals ausgestellt wurde, wo es sich auch heute befindet. Fildes’ Werk The Doctor zeigt einen Arzt bei einem Hausbesuch, wie er über das schlafende kranke Kind eines verarmten Arbeiters wacht. Dieses Motiv eines viktorianischen Allgemeinarztes wird bis heute in nahezu jedem Kontext dazu verwendet, um die Qualitäten eines guten und engagierten Arztes darzustellen.
Das Gemälde stellt ebenso den Klassenunterschied zwischen dem Arzt und der Familie aus der Arbeiterklasse dar, als auch die Wohltätigkeit der Mittelklasse, von der die Armen abhingen. Es lässt sich als Wunschvorstellung des Künstlers interpretieren, der mit seiner Kunst etwas festhalten wollte, das seinem eigenen Sohn nicht widerfuhr, der im Alter von nur einem Jahr am Morgen des ersten Weihnachtsfeiertags vermutlich an Typhus gestorben war. 

## Beschreibung
Die zentrale Figur ist der imposante männliche Mediziner, der seinen kleinen Patienten aufmerksam beobachtet, während im Hintergrund der hilflose Vater seine Hand auf die Schultern der in Tränen aufgelösten Mutter legt. Das provisorische Bett des kranken Kindes besteht aus zwei zusammengeschobenen, nicht zusammenpassenden Stühlen. Das Innere der ärmlichen Hütte entsprach dem damaligen Status eines Arbeiters.
Die Szene zeigt, wie der Arzt die „Krise“ der Kinderkrankheit beobachtet, das kritische Stadium, in dem der Patient nicht mehr von der Infektion überwältigt ist. Der geschickte Umgang des Malers mit Licht und Perspektive fokussiert das Auge des Betrachters auf den Arzt, den Patienten und die Beziehung zwischen ihnen. Die Eltern des Kindes sind fast irrelevant; der wachsame Vater ist durch die Anwesenheit des Experten entmachtet, während die Mutter des Kindes – in einer stereotypen weiblichen Rolle zusammengebrochen – den Beistand aus der Hand des mächtigeren Mannes akzeptiert.
Die Hand des Arztes, in die er sein Kinn stützt, sowie die Hand des kranken Mädchens, die in der Luft baumelt, enthüllen die prekäre Art der Erkrankung und die Anerkennung der durch die Krankheit auferlegten Grenzen. Fildes’ Gemälde zeigt einige der Utensilien, die der Arzt bei seiner Krankenwache verwendet hat – einen Stößel und einen Mörser sowie eine Tasse und einen Löffel, die darauf hindeuten, dass er möglicherweise einen Trank oder Umschlag für das kranke Kind hergestellt hatte. Es finden sich keine Hinweise für die Ausrüstung, die zum Zeitpunkt der Bildentstehung üblicherweise verwendet wurde, wie z. B. ein Stethoskop oder ein Thermometer.
Es ist bekannt, dass das Bild in Fildes’ Londoner Atelier gemalt wurde, wo er sorgfältig ein Cottage-Interieur nachgebaut hatte und der „Doktor“ ein professionelles Modell war, aber vermutlich etwas Ähnlichkeit mit Fildes selbst hatte.
Fildes selbst soll über sein Gemälde gesagt haben, dass die Morgendämmerung sich zum Fenster der Hütte hineinzustehlen beginnt (die Morgendämmerung, welche der kritische Zeitpunkt aller tödlichen Krankheiten ist) und damit nehmen die Eltern des kranken Kindes wieder Hoffnung auf. Sein Sohn Philip starb nicht in einer schäbigen Hütte, sondern in einem noblen mehrstöckigen Herrenhaus, das der schon zu Lebzeiten berühmte und reich gewordene Fildes von dem führenden Architekten Richard Norman Shaw in London errichten ließ. Durch die bildlich dargestellte Armut offenbaren sich sowohl der höhere gesellschaftliche Status als auch das Klassenbewusstsein des Malers, sowie sein unerschütterlicher bürgerlicher Anstand, trotz persönlichem Kummer und Trauer.

## Ursprung des Bildmotivs
Es gibt verschiedene Vermutungen über die Ursprünge des Gemäldes. 1890 gab Sir Henry Tate ein Gemälde bei Luke Fildes in Auftrag, dessen Thema dem Ermessen des Malers überlassen blieb. Fildes könnte daher vom Tod seines erstgeborenen Sohnes Phillip inspiriert worden sein, der am Weihnachtsmorgen 1877 starb. Der Krankheitsverlauf wurde von einem Dr. Murray begleitet, der Fildes mit seiner Sorgfalt und Aufmerksamkeit beeindruckte, die er seinem sterbenden Kind schenkte.
In einer anderen Version gibt Königin Victoria das Gemälde in Auftrag, um an den Dienst ihres eigenen Arztes, Sir James Clark, zu erinnern, den sie zur Betreuung des kranken Kindes eines Bediensteten auf dem Balmoral-Anwesen geschickt haben soll.
Fildes’ Gemälde The Doctor wurde möglicherweise als Reaktion auf allgemeine gesellschaftliche Bedenken hinsichtlich der Zunahme der wissenschaftlichen Medizin im späten 18. und frühen 19. Jahrhundert erschaffen. Bis zum 18. Jahrhundert stützten sich die Ärzte zu einem großen Teil ihrer Diagnose auf das, was ihre Patienten ihnen mitteilten, die körperliche Untersuchung umfasste nur die Pulsmessung und die Untersuchung der Ausscheidungen.

## Bewertung
Eine detailliertere Bewertung Fildes’ Gemälde The Doctor zeigt, dass es sich selbst 1887 – zu der Zeit, als es gemalt wurde – um eine erfundene und unwahrscheinliche Darstellung der Medizin handelte. Fildes’ zeitloses Gemälde lässt jedoch ersehen, was auf dem Bild wichtig ist: die Beziehung zwischen dem Patienten und dem Arzt und der Wert eines patientenzentrierten Ansatzes.